# Ferrocarriles de Crimea
Ferrocarriles de Crimea (del ruso: Крымская железная дорога) es la compañía estatal de ferrocarriles de Crimea, que opera en la ciudad de Sebastopol, y la República de Crimea. Fue fundada luego de la anexión de Crimea y Sebastopol a Rusia como sucesora de la Dirección de Crimea de los Ferrocarriles Ucranianos, empresa estatal de Ucrania.

## Características
La red posee tres depósitos de locomotoras: Simferópol, Dzhankoy y Kerch, un depósito de coches en Dzhankoy, dos depósitos de tres de pasajeros con instalaciones para reparaciones y un depósito de vagones en Simferopol. Además, hay señales, comunicaciones y vías de electrificación. El ferrocarril de Crimea no tiene su propia maquinaria para colocar nuevas vías. Hasta 2014, las rutas operaban mayoritariamente para transporte de carga. En 2013 el transporte ascendió a 11 millones de toneladas. El servicio de pasajeros de Crimea viaja a Moscú, Vorónezh y Rostov del Don en un esquema intermodal tren-ferry-tren, aguardando la finalización del puente sobre el estrecho de Kerch. Sobre el estrecho también se operan transbordadores para carga desde 2014.

## Historia
El 26 de marzo de 2014, el Consejo de Estado de la República de Crimea estableció la empresa estatal Ferrocarriles de Crimea sobre la base del transporte ferroviario de la ex República Autónoma de Crimea y la ciudad federal de Sebastopol. En el curso de los acontecimientos de la primavera boreal de 2014, el equipo ferroviario ucraniano, incluyendo locomotoras de pasajeros CHS7, máquinas y coches, fueron trasladados a Jersón y Zaporiyia.
Los trenes reasignados al ferrocarril de Crimea fueron repintados, elimiándose el emblema de Ucrania y el logotipo de Ferrocarriles Ucraniandos, siendo reemplazados por el emblema de la República de Crimea y la sigla "CR". También se modificaron los números de registro de los coches. La condición de la infraestructura y del material rodante en el momento de su formación era pobre. A mediados de octubre de 2014, los especialistas de ferrocarriles rusos realizaron una investigación en la red de Crimea y llegaron a la conclusión de que la estructura de las vías y los desvíos estaban en malas condiciones. Como resultado, en algunas zonas se recomendó reducir la velocidad de los trenes a 40, 25 y, en ocasiones, a 10 kilómetros por hora.